# Герб Созела
Ге́рб Созе́ла — офіційний символ містечка Созел, Португалія. Використовується як територіальний герб. У синьому щиті навхрест дві золоті стріли, вістрями донизу, перев'язані по середині червоною стрічкою. Між ними чотири золоті бджоли з чорними смугами. Підніжжя перетяте п'ятьма хвилястими смугами — трьома срібними і двома синіми. Щит увінчує срібна мурована містечкова корона з чотирма вежами.  Під щитом біла стрічка, на якій великими літерами напис португальською: «Sousel» (Созел).  Офіційно затверджений 2 січня 1933 року.  

## Галерея

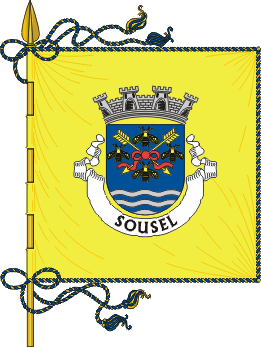
Прапор